# 춘원 이광수 (1969년 영화)
춘원 이광수는 1969년 4월에 개봉된 대한민국의 영화로, 대한민국 서울특별시에서 최초로 상영되었다. 감독은 최인현이고 주연으로는 춘원 이광수 역에 김진규, 허영숙 역에 김지미 등 1967년의 동명 영화의 주인공들이 대부분 그대로 캐스팅되었다.

## 스텝
- 원작 : 곽학송
- 감독 : 최인현

## 등장 인물
- 김진규 : 춘원 이광수 역(목소리 더빙 : 김성원)
- 이순재 : 소년, 청년 춘원 이광수 역
- 남정임 : 소녀 허영숙 역(이광수의 부인)
- 조미령 : 허영숙 역(이광수의 부인) (목소리 더빙 : 정은숙)
- 송재호 : 이광수의 차남 역
- 김자옥 : 이광수의 딸 역
- 문희 : 여제자 역
- 김석훈 : 육당 최남선 역
- 전창근 : 도산 안창호 역
- 박암 : 백범 김구 역
- 조항 : 해공 신익희 역
- 이수련 : 근촌 백관수 역
- 이낙훈 : 상산 김도연 역
- 최남현 : 총독 미나미 지로 역
- 지계순
- 강계식

## 같이 보기
- 춘원 이광수 (1967년 영화)
- 유정 (1966년 영화)
- 유정 (1976년 영화)
- 재생 (1960년 영화)
- 이광수